# Weber State Wildcats
La Weber State Wildcats è la squadra di basket che rappresenta la Weber State University di Ogden (Utah), nel campionato NCAA Division I ed è un membro della Big Sky Conference.
La Street & Smith ha classificato la Weber State alla posizione 51 nella sua lista delle 100 più grandi squadre di pallacanestro collegiale di tutti i tempi, nel 2005. Dall'agosto 2025 Damian Lillard,che ha frequentato l'omonima università è diventato il suo general manager. 